# Cantonul Troyes-7
Cantonul Troyes-7 este un canton din arondismentul Troyes, departamentul Aube, regiunea Champagne-Ardenne, Franța.

## Comune
- Bréviandes
- Rosières-près-Troyes
- Saint-Julien-les-Villas
- Troyes (parțial, reședință)